# Жерновка (Смоленская область)
Жерновка — деревня в Сычёвском районе Смоленской области России. Входит в состав Никольского сельского поселения. Население — 37 жителей (2007 год).
Расположена в северо-восточной части области в 9 км к северо-востоку от Сычёвки, в 4 км восточнее автодороги Р134 «Старая Смоленская дорога» Смоленск — Дорогобуж — Вязьма — Зубцов, на берегу реки Вазуза. В 10 км юго-западнее деревни расположена железнодорожная станция Сычёвка на линии Вязьма — Ржев.

## История
В годы Великой Отечественной войны деревня была оккупирована гитлеровскими войсками в октябре 1941 года, освобождена в марте 1943 года.